# Châteauvieux, Var
Châteauvieux är en kommun i departementet Var i regionen Provence-Alpes-Côte d'Azur i sydöstra Frankrike. Kommunen ligger i kantonen Comps-sur-Artuby som tillhör arrondissementet Draguignan. År 2022 hade Châteauvieux 73 invånare.

## Befolkningsutveckling
Antalet invånare i kommunen Châteauvieux
| Referens: INSEE |